# Ксантосома
Ксантосома (лат. Xanthosoma) — род растений семейства Ароидные, включающий в себя около 50 видов, произрастающих в тропических областях Америки.

## Биологическое описание
Крупное декоративно лиственное растение с клубневидным корневищем, с коротким толстым стволом. Светло-зеленые листья с выраженными жилками имеют копьевидную форму. Они плотные, блестящие, очень крупные, на длинных черешках, сверху листья окрашены в сине-зеленый цвет, снизу в зеленый, матовый.

## Использование
Некоторые виды ксантосомы культивируются ради толстых клубневидных корневищ, богатых крахмалом, которые употребляются в пищу (Маланга). Другие виды культивируются в декоративных целях (Xanthosoma roseum).

## Некоторые виды
- Xanthosoma atrovirens K. Koch & Bouché
- Xanthosoma brasiliense (Desf.) Engl.
- Xanthosoma caracu K. Koch & Bouché
- Xanthosoma helleborifolium (Jacq.) Schott
- Xanthosoma hoffmannii Schott
- Xanthosoma robustum Schott — Ксантосома мощная
- Xanthosoma roseum Schott
- Xanthosoma sagittifolium (L.) Schott — Маланга, или Танния
- Xanthosoma undipes (K. Koch) K. Koch
- Xanthosoma violaceum Schott — Ксантосома фиолетовая

|                                                                     |  |  |
| Слева и в центре Ксантосома мощная. Справа цветок Xanthosoma roseum |  |  |